# Lac Mistassini
Lac Mistassini är en sjö i Kanada. Den ligger i regionen Nord-du-Québec i provinsen Québec, i den östra delen av landet. Lac Mistassini ligger 372 meter över havet. Arean är 2335 kvadratkilometer.
Trakten runt Lac Mistassini är nära nog obefolkad, med mindre än två invånare per kvadratkilometer.